# Carrer Nou de Figueres
El Carrer Nou és un carrer de la ciutat de Figueres (Alt Empordà). És la principal via de comunicació entre la perifèria i el centre de la ciutat. El carrer és un conjunt protegit com a bé cultural d'interès local i diversos dels seus edificis formen part de l'Inventari del Patrimoni Arquitectònic de Catalunya.
El conjunt del carrer Nou de Figueres està format per fronts edificats de planta baixa i dos o tres pisos, amb façanes compostes majoritàriament segons eixos verticals d'obertures allargades amb balcons amb ordenacions jeràrquiques en alçada de diversos tipus (entresòl amb balcons de volada mínima, principals amb balcó corregut, obertures de golfes a la darrera planta, etc.). Llosanes motllurades, emmarcaments, guardapols, cornises i balustrades. Reedificat en la seva major part durant la segona meitat del segle xix i primer quart del segle xx.

## Número 33

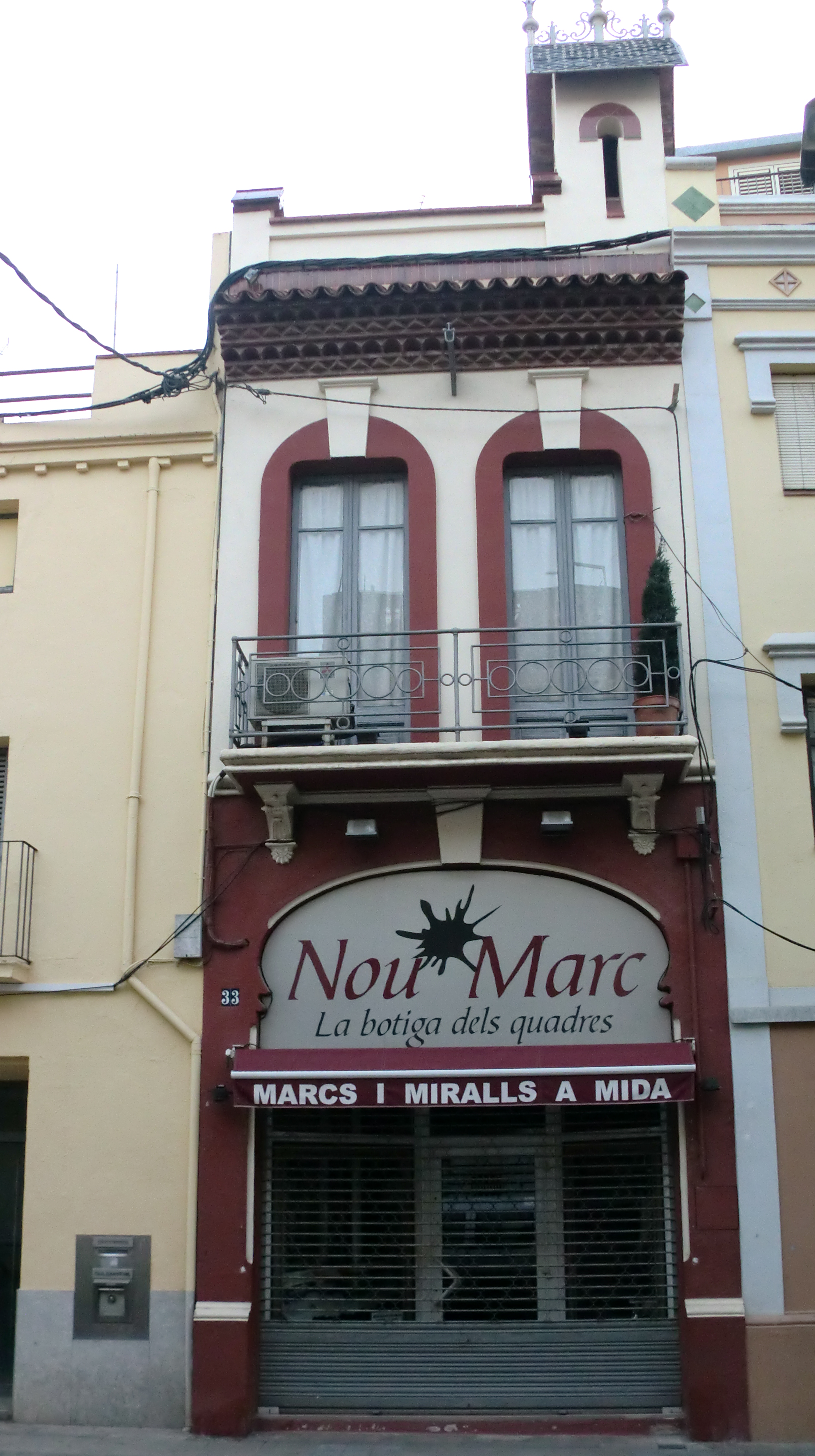
Número 33 del Carrer Nou

L'edifici situat al número 33 del Carrer Nou és un edifici entre mitgeres situat al centre de la ciutat. És una casa de planta baixa i un pis amb coberta terrassada. La planta baixa té una gran obertura en arc de ferradura rebaixat. A sobre d'aquest dues mènsules suporten el balcó del primer pis amb dues obertures. Les tres obertures de l'edifici tenen la dovella clau molt marcada, i és de grans dimensions. Entre la coberta i el primer pis trobem un voladís de grans dimensions amb coberta de teula. A la coberta de l'edifici existeix una petita torre amb coberta a dues vessants amb diverses obertures en arc de mig punt.

## Número 58

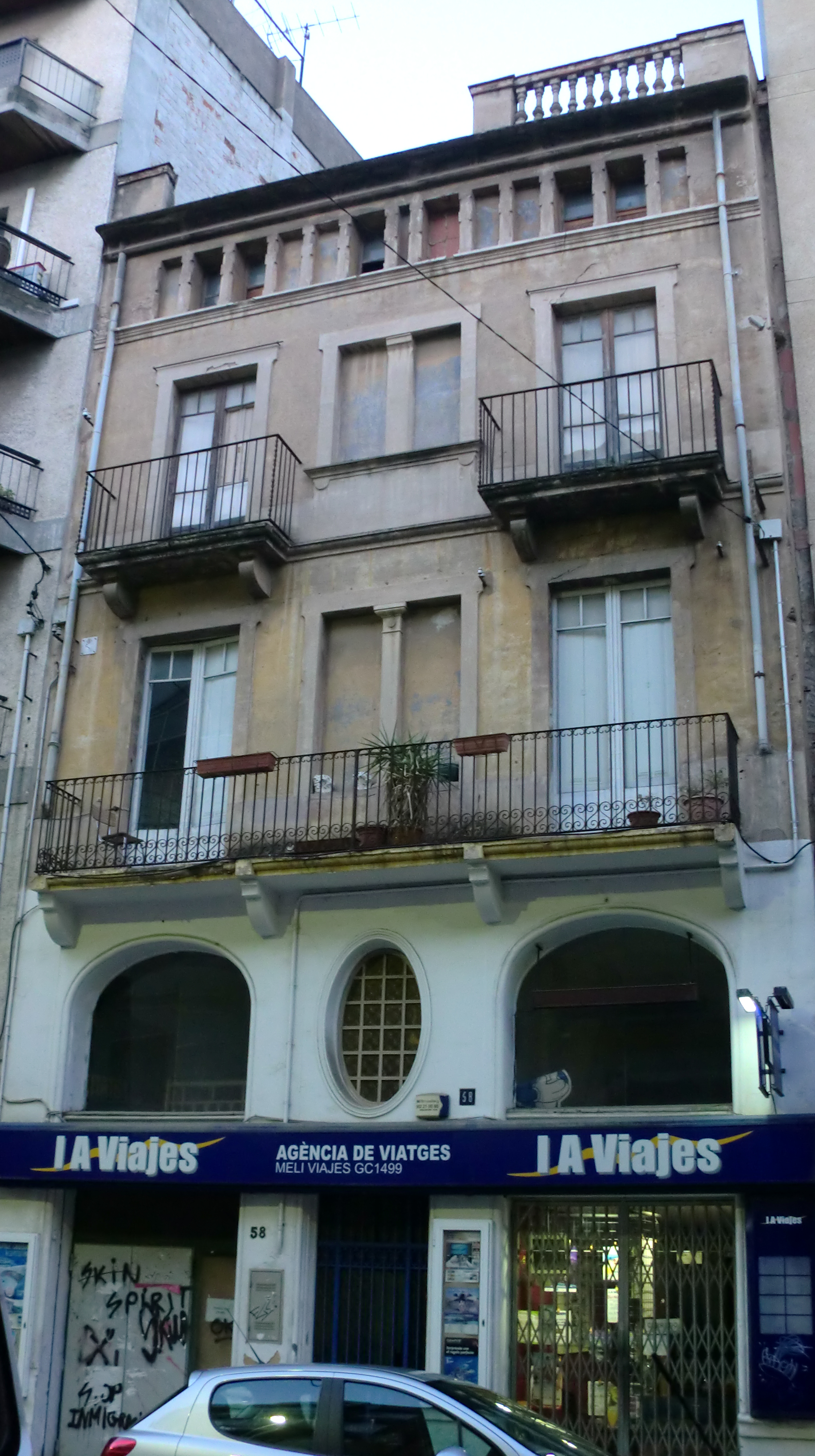
Número 58 del Carrer Nou de Figueres

L'edifici situat al número 58 del Carrer Nou és un edifici que es troba entre mitgeres. La planta baixa té un accés central i dos locals comercials laterals, amb els altells corresponents, amb finestrals en arcs rebaixats, als laterals i un ull de bou ovalat central. El primer pis presenta una balconada correguda, sobre mènsules, amb dos balcons laterals i una finestral geminada cega, central. El segon pis repeteix aquesta distribució, però sense la balconada correguda. Les golfes estan dissimulades a manera de fris entre motllura de pedra i cornisa superior, sobre la qual hi ha la barana amb balustrada i la terrassa. Externament sembla una llotja.

## Número 154

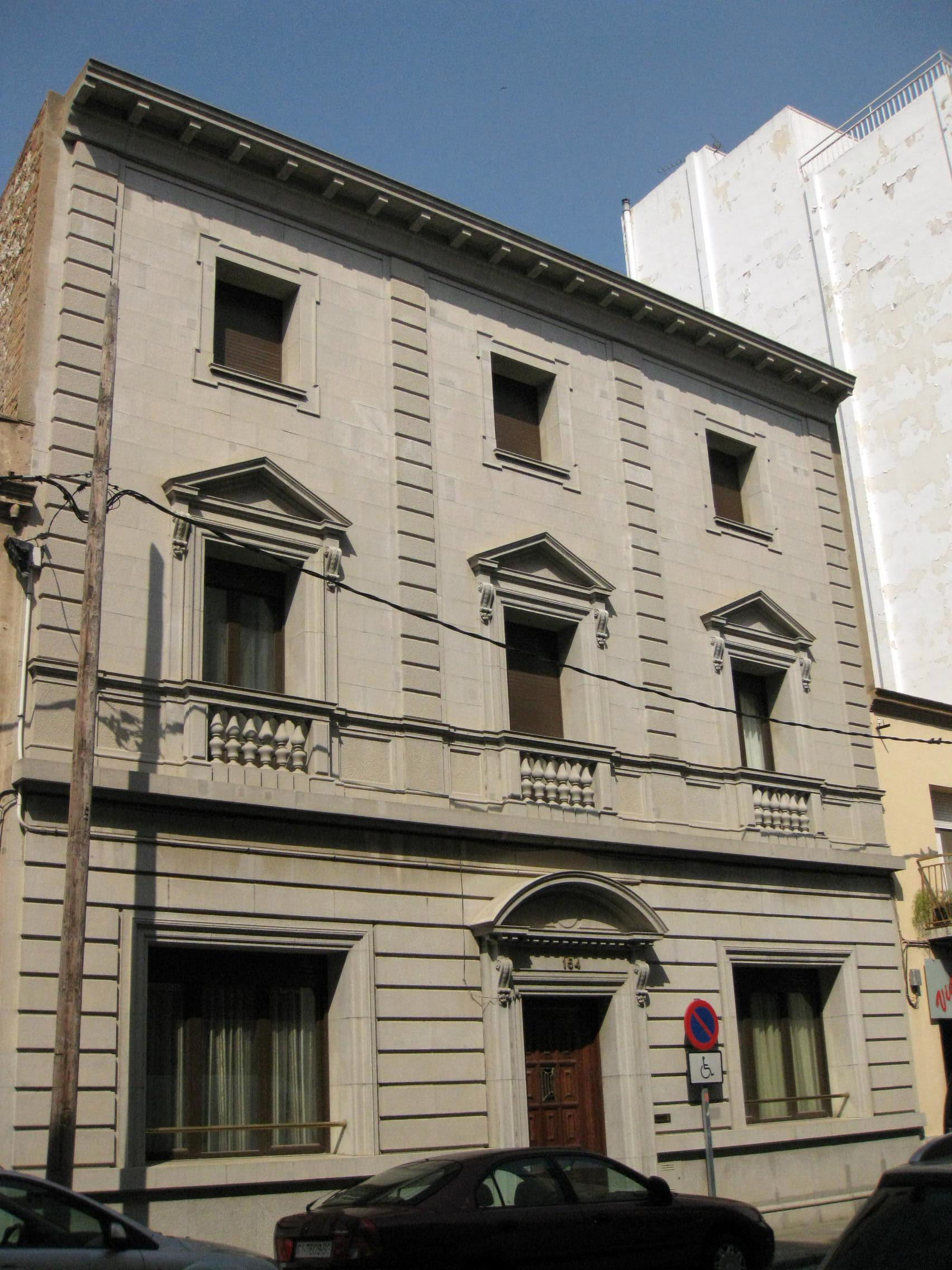
Número 154 del Carrer Nou de Figueres

L'edifici situat al número 154 del Carrer Nou de Figueres forma part de l'Inventari del Patrimoni Arquitectònic de Catalunya. Edifici al final del Carrer Nou al costat de la plaça Creu de la Mà. Es troba entre mitgeres amb la façana ordenada en dos registres. Un corresponent a la planta baixa, amb sòcol i motllures horitzontals imitant l'encoixinat rústic; té el portal central d'accés amb frontó semicircular partit sobre mènsules i dos finestrals laterals rectangulars. El segon registre comprèn el pis principal amb tres obertures coronades per frontons triangulars sobre mènsules amb petits balcons amb balustrades que es perllonguen en horitzontal formant un sòcol del qual neixen motllures verticals que divideixen la façana en tres i constitueixen una referència a les pilastres adossades. Al segon pis finestres quadrades culminat tot per cornisa. Façana de caràcter retòric superposada a un edifici de concepció molt més simple.